# Bussiares
Bussiares ist eine französische Gemeinde mit 131 Einwohnern (Stand: 1. Januar 2022) im Département Aisne in der Region Hauts-de-France (frühere Region: Picardie). Sie gehört zum Arrondissement Château-Thierry und zum Kanton Villers-Cotterêts.

## Geographie
Die Gemeinde Bussiares liegt am Fluss Clignon, rund 14 Kilometer westnordwestlich von Château-Thierry und 38 Kilometer nordöstlivch von Meaux. Nachbargemeinden sind Hautevesnes und Licy-Clignon im Norden, Torcy-en-Valois und Lucy-le-Bocage im Osten, Marigny-en-Orxois im Süden sowie Veuilly-la-Poterie im Westen.

## Bevölkerungsentwicklung
| Jahr                       | 1962 | 1968 | 1975 | 1982 | 1990 | 1999 | 2011 | 2021 |
| Einwohner                  | 84   | 89   | 57   | 60   | 75   | 101  | 125  | 141  |
| Quellen: Cassini und INSEE |      |      |      |      |      |      |      |      |

## Sehenswürdigkeiten
- Kirche Saint-Crépin-et-Saint-Crépinien, seit 1920 als Monument historique (Base Mérimée PA00115569)